# Frank McCourt

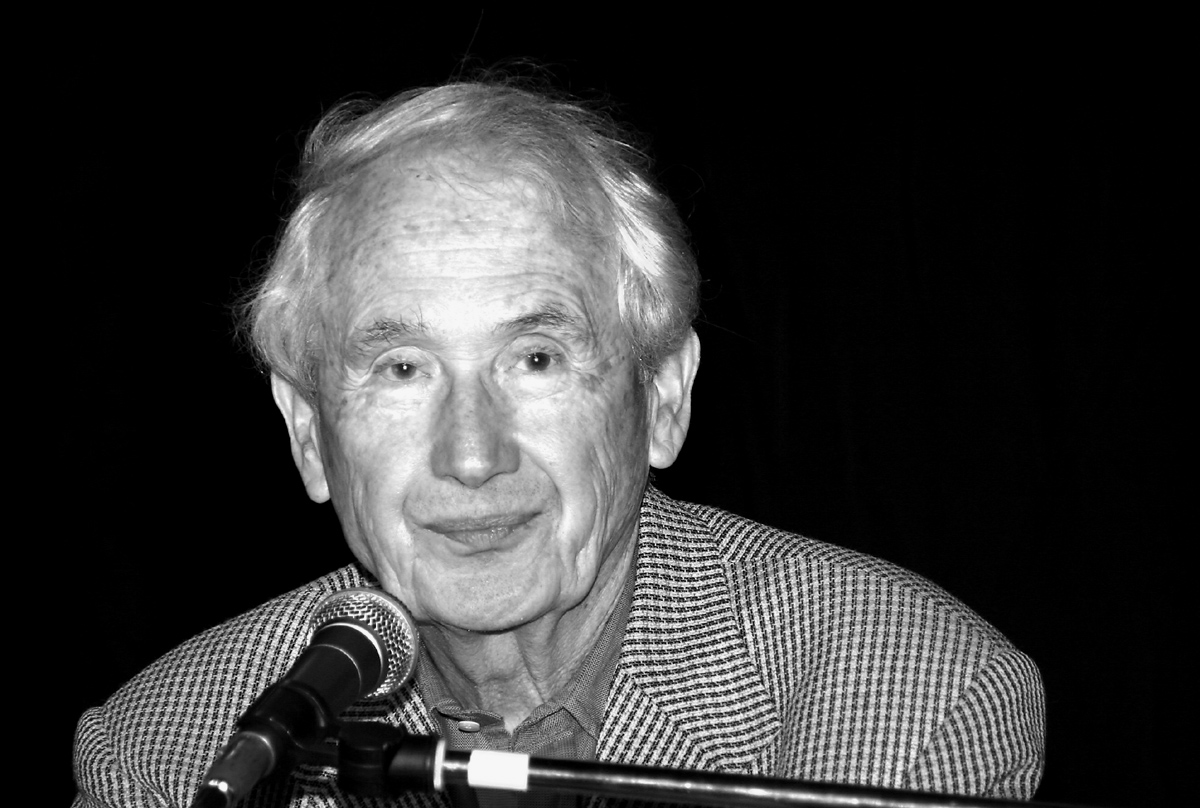
Frank McCourt bei einer Lesung in Köln im September 2006

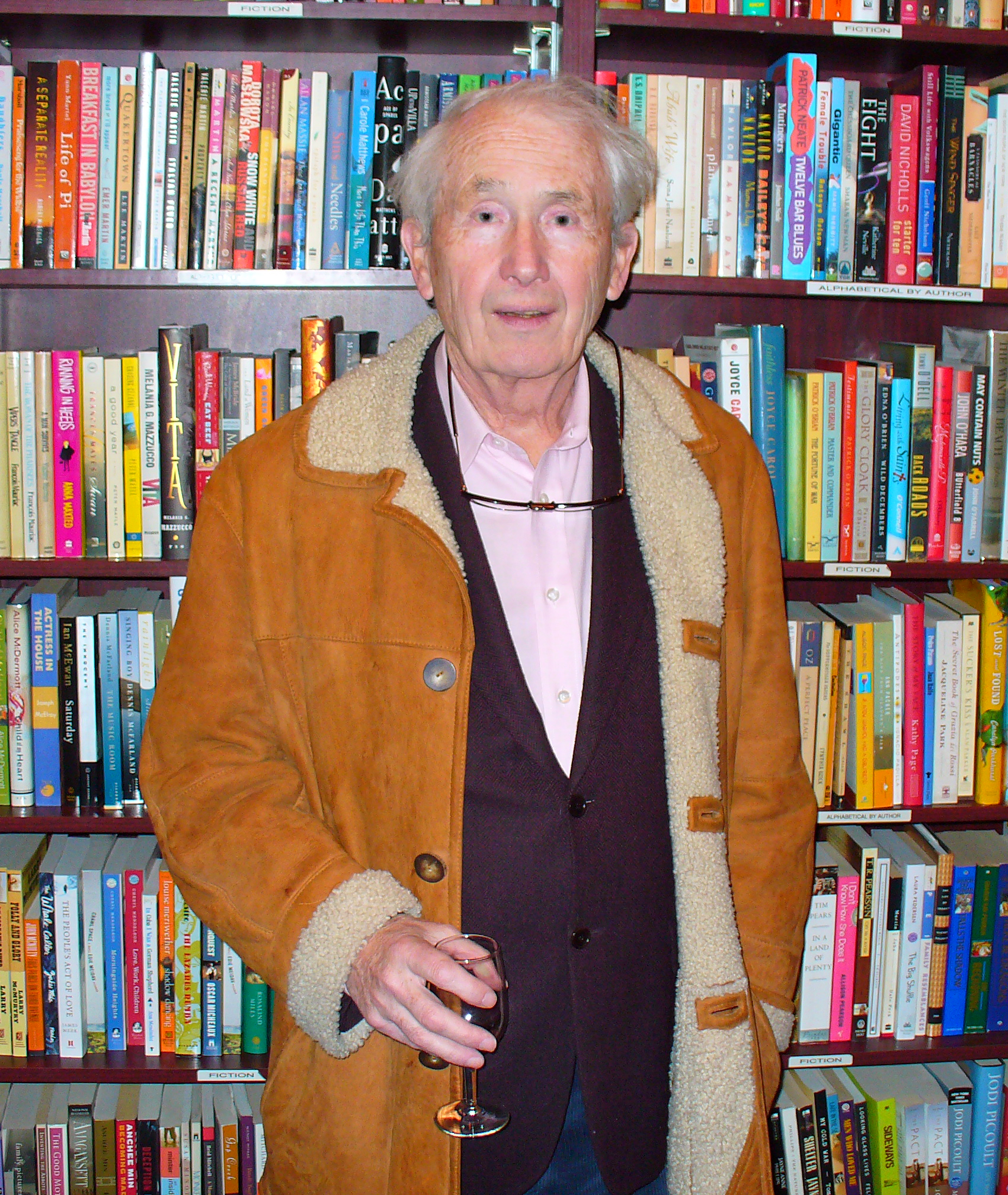
Frank McCourt, 2007

Francis „Frank“ McCourt (* 19. August 1930 in New York City; † 19. Juli 2009 ebenda) war ein US-amerikanischer Schriftsteller irischer Abstammung.

## Leben
Frank McCourt wurde als ältester Sohn einer irischen Einwandererfamilie im Stadtteil Brooklyn von New York City geboren. Als er fünf Jahre alt war, kehrte seine Familie nach Irland zurück, da seine Eltern aufgrund der Großen Depression in New York keine Arbeit fanden. McCourt verbrachte den Rest seiner Kindheit und Jugend in ärmlichen Verhältnissen im katholisch geprägten Limerick. Sein Vater Malachy war arbeitslos und vertrank häufig das Stempelgeld. Als Frank McCourt zehn Jahre alt war, ging der Vater nach England, um dort in einer Fabrik zu arbeiten. 1944 fing der Junge an, als Telegrammbote zu arbeiten, da der  Vater kein Geld schickte. So musste Frank McCourt zusammen mit seiner Mutter Angela für die jüngeren Geschwister Malachy, Michael und Alphey sorgen.
Im Jahr 1949 hatte er sich den Traum seiner Jugend zusammengespart: Die Fahrkarte zurück nach New York. Dort arbeitete er zunächst im luxuriösen Biltmore Hotel und wurde dann während des Koreakrieges in die United States Army eingezogen. Als Korporal war er von 1951  bis 1953 in Bayern stationiert, vorwiegend bei der Hundestaffel in der Lenggrieser Prinz-Heinrich-Kaserne. Nach seiner Heimkehr studierte er in New York und arbeitete nebenbei in Lagerhäusern und auf den Docks, um seinen Lebensunterhalt zu bestreiten. Nach dem Ende seines Studiums unterrichtete er ab 1958 an verschiedenen Schulen als Englischlehrer. Zuletzt war er von 1972 bis 1987 an der Stuyvesant High School in New York tätig. Dort unterrichtete er vor allem kreatives Schreiben. Frank McCourt war dreimal verheiratet, seine Tochter Margaret stammt aus erster Ehe.
Im Ruhestand verarbeitete Frank McCourt seine schwierige Kindheit und Jugend in dem autobiografischen Roman Die Asche meiner Mutter (1996). Das Buch wurde mit über 6 Millionen Exemplaren zum internationalen Bestseller und brachte seinem Autor 1996 den National Book Critics Circle Award und 1997 den Pulitzer-Preis. Der Roman wurde 1999 von Alan Parker verfilmt. Der deutsche Übersetzer des Buches, Harry Rowohlt, erläuterte die Ursache des Erfolgs: „Die Wahrheit und die Komik. Mir hat eine Leserin geschrieben, sie hätte das auf einen Satz in der Eisenbahn von München nach Berlin durchgelesen und stieg Bahnhof Zoo aus, und vorher sagte der Herr, der ihr gegenübersaß: Kann ich bitte Autor und Titel erfahren, das Buch muss ich mir auch ansehen. Ich hab die ganze Zeit nur Sie beobachtet und Sie haben immer abwechselnd geweint und gelacht. Das will ich jetzt auch alles haben.“
In Ein rundherum tolles Land erzählt Frank McCourt seine Erlebnisse seit der Rückkehr nach New York. Im dritten Teil seiner Memoiren, Tag und Nacht und auch im Sommer, schildert er sein Berufsleben als Lehrer mit teils sehr problematischen Klassen.
Am 19. Juli 2009 verstarb Frank McCourt im Alter von 78 Jahren in einem Hospiz in Manhattan. Er litt an einer Meningitis und einem metastasierten Melanom.
In Limerick gibt es seit Juli 2011 in der Leamy’s School, die McCourt einst als Schüler besuchte, ein Frank-McCourt-Museum, das von seinem Bruder Malachy McCourt eingeweiht wurde.
2017 wurde der Zeichentrick-Kurzfilm Angelas Weihnachten veröffentlicht, der auf dem Kinderbuch Angela and the Baby Jesus von McCourt basiert. Seine Witwe Ellen McCourt war als Executive Producer an der Verfilmung beteiligt. Ellen McCourt geb. Frey (geb. 1953 oder 1954) stammt aus Kalifornien.

## Werke
- 1996: Die Asche meiner Mutter (Originaltitel: Angela’s Ashes), Luchterhand Literaturverlag, München. (Platz 1 der Spiegel-Bestsellerliste vom 24. bis zum 30. März und vom 7. bis zum 13. April 1997)
- 1999: Ein rundherum tolles Land (Originaltitel: ’Tis. A Memoir), Luchterhand Literaturverlag, München.
- 2005: Tag und Nacht und auch im Sommer. Erinnerungen (Originaltitel: Teacher Man. A Memoir), Luchterhand Literaturverlag, München.
- 2007: Wo ist das Christkind geblieben? Eine Weihnachtsgeschichte (Originaltitel: Angela and the Baby Jesus), Luchterhand Literaturverlag, München.

### Mitwirkung
- 2001: Yeats ist tot! (Originaltitel: Yeats is Dead!), Fortsetzungsroman für Amnesty International mit Roddy Doyle, Conor McPherson, Hugo Hamilton und elf anderen irischen Autoren, hrsg. von Joseph O’Connor, List, München, ISBN 3-548-68029-1.